# Клаудио Борхи
Клаудио Даниел Борхи (на испански: Claudio Borghi, роден през 1964 г.) е аржентински футболист-национал, нападател. Световен шампион с отбора на Аржентина през 1986 г. По-късно работи като треньор по футбол.
Определян е за новия Марадона и за него започва да се говори в Европа. След като отива да играе там, Борхи се оказва неспособен да се адаптира към европейския начин на игра, и се връща обратно в Южна Америка.
Роден е на 28 септември 1964 г. в Кастелар, провинция Буенос Айрес. Изиграва общо 59 мача за националния си отбор, в които отбелязва 10 гола. Изиграва два мача за Аржентина на световното първенство в Мексико през 1986 г. Дебютира за Архентинос Хуниорс на 4 октомври 1981 г. срещу Платензе.

## Кариера
Като футболист:
- Архентинос Хуниорс (1981 – 87)
- Милан
- Комо Калчо 1907 (1987 – 88)
- Ньошател Ксамакс (1988)
- Ривър Плейт (1988 – 89)
- Фламенго (1989)
- Индепендиенте (1990)
- Унион де Санта Фе (1990 – 91)
- Урикан (1991)
- Коло-Коло (1992)
- Платензе (1992 – 93)
- УАТ Корекаминос (1994)
- О'Хигинс (1995)
- Одакс Италиано (1995 – 98)
- Сантяго Уондърърс (1998 – 99)

Като треньор:
- Одакс Италиано
- Коло-Коло

## Успехи
- Копа Либертадорес '85
- Шампион на СП '86
- Шампион на Аржентина '85